# Festival Internacional de Cine de Berlín de 1973
La 23ª edición del Festival de Cine de Berlín se llevó a cabo desde el 22 de junio al 3 de julio de 1973 con la Torre de radio de Berlín como sede principal. El Oso de Oro fue otorgado a la cinta india Un trueno lejano (Ashani Sanket) dirigida por Satyajit Ray.

## Jurado
Las siguientes personas fueron escogidas para el jurado de esta edición:
Jurado oficial
- David Robinson, escritor y crítico literario (Reino Unido) - Presidente
- Freddy Buache, periodista e historiador de cine (Suiza)
- Hiram García Borja, director del Banco Nacional Cinematográfico (México)
- Eberhard Hauff, director y guionista (RFA)
- Harish Khanna, director del Festival Internacional de la India (India)
- Paul Moor, periodista y escritor (EE. UU.)
- Walter Müller-Bringmann, periodista y crítico de cine (RFA)
- René Thévenet, productor (Francia)
- Paolo Valmarana, periodista y crítico de cine (Italia)

## Películas en competición
La siguiente lista presenta a las películas que compiten por Oso de Oro:
| Título en español                 | Título original                         | Director(es)            | País                  |
| --------------------------------- | --------------------------------------- | ----------------------- | --------------------- |
| Between Friends                   | Between Friends                         | Donald Shebib           | Canadá                |
| Die Sachverständigen              | Die Sachverständigen                    | Norbert Kückelmann      | RFA                   |
| La ternura de los lobos           | Die Zärtlichkeit der Wölfe              | Ulli Lommel             | RFA                   |
| Georgia, Georgia                  | Georgia, Georgia                        | Stig Björkman           | Suecia, EE. UU.       |
| Habla, mudita                     | Habla, mudita                           | Manuel Gutiérrez Aragón | España                |
| No hay humo sin fuego             | Il n'y a pas de fumée sans feu          | André Cayatte           | Francia               |
| Belladonna of Sadness             | Kanashimi no Beradonna                  | Eiichi Yamamoto         | Japón                 |
| El amargo deseo de la propiedad   | La proprietà non è più un furto         | Elio Petri              | Italia                |
| El gran rubio con un zapato negro | Le grand blond avec une chaussure noire | Yves Robert             | Francia               |
| Relaciones sangrientas            | Les noces rouges                        | Claude Chabrol          | Francia               |
| Los siete locos                   | Los siete locos                         | Leopoldo Torre Nilsson  | Argentina             |
| Love Comes Quietly                | Love Comes Quietly                      | Nikolai van der Heyde   | Bélgica, Países Bajos |
| Malicia                           | Malizia                                 | Salvatore Samperi       | Italia                |
| Metzitzim                         | Metzitzim                               | Uri Zohar               | Israel                |
| Seomgaeguli manse                 | Seomgaeguli manse                       | Jung Jin-woo            | Corea del Sur         |
| The 14                            | The 14                                  | David Hemmings          | Reino Unido           |
| The Blockhouse                    | The Blockhouse                          | Clive Rees              | Reino Unido           |
| Toda desnudez será castigada      | Toda Nudez Será Castigada               | Arnaldo Jabor           | Brasil                |
| U-Turn                            | U-Turn                                  | George Kaczender        | Canadá                |
| Un trueno lejano                  | Ashani Sanket                           | Satyajit Ray            | India                 |

## Fuera de competición
- El diablo sobre ruedas (Duel), dirigida por Steven Spielberg (EE. UU.)
- El emperador del norte (Emperor of the North Pole), dirigida por Robert Aldrich (EE. UU.)

## Palmarés
Los siguientes premios fueron entregados por el jurado profesional:
- Oso de Oroː Un trueno lejano de Satyajit Ray
- Oso de Plata: 
  - The 14 de David Hemmings
  - Toda desnudez será castigada de Arnaldo Jabor
  - Die Sachverständigen de Norbert Kückelmann
  - El gran rubio con un zapato negro de Yves Robert
  - Los siete locos de Leopoldo Torre Nilsson
- Oso de Plata. Premio extraordinario del jurado: No hay humo sin fuego de André Cayatte